# Oxyrrhexis
Oxyrrhexis (лат.) — род мелких перепончатокрылых наездников подсемейства Pimplinae (=Ephialtinae, триба Ephialtini) из семейства Ichneumonidae (Hymenoptera).

## Распространение
Встречаются в Голарктике.

## Описание
Мелкого и среднего размера перепончатокрылые насекомые. Длина переднего крыла около 1 см. Паразитирует на пауках, например на представителях семейства Theridiidae. Личинки наездника развиваются в яйцевых коконах пауков.

## Классификация
Включает 4 вида.
- Oxyrrhexis carbonator (Gravenhorst, 1807)
- Oxyrrhexis chinensis He, 1996
- Oxyrrhexis eurus Kasparyan, 1977
- Oxyrrhexis zephyrus Fritzén & Fjellberg, 2014